# 門田駅
門田駅（もんでんえき）は、福島県会津若松市門田町大字面川字中島にある会津鉄道会津線の駅である。

## 歴史
- 1927年（昭和2年）11月1日 - 鉄道省会津線の駅として開業[1]。
- 1977年（昭和52年）6月1日 - 貨物取扱廃止[1]。
- 1984年（昭和59年）2月1日 - 荷物扱い廃止[1]。
- 1987年（昭和62年）
  - 4月1日 - 国鉄分割民営化により 東日本旅客鉄道（JR東日本）の駅となる[1]。
  - 7月16日 - 会津鉄道に転換[1]。駅無人化、交換設備供用開始。

## 駅構造
相対式ホーム2面2線を有する地上駅。無人駅である。
駅名標には「会津身不知柿の里 一ノ堰の地蔵尊」と記されている。
国鉄時代には比較的大きな木造駅舎を有していたが、門田の集落の中心部からやや離れた場所に位置するせいもあって利用客は少なく、国鉄時代末期には旅客扱いの職員が駐在するだけとなっていた。会津鉄道転換後暫くの間は、駅舎の事務室部分は物置として使われていた。現在の駅舎は、簡易な待合室機能のみの建物になっている。

## 利用状況
- 会津鉄道 - 2016年度の1日平均乗車人員は3人であった[2]。

| 乗車人員推移 | 乗車人員推移     |
| 年度         | 一日平均乗車人員 |
| ------------ | ---------------- |
| 2000         | 3                |
| 2001         | 3                |
| 2002         | 5                |
| 2003         | 3                |
| 2004         | 3                |
| 2005         | 3                |
| 2006         | 3                |
| 2007         | 3                |
| 2008         | 3                |
| 2009         | 3                |
| 2010         | 3                |
| 2011         | 3                |
| 2012         | 3                |
| 2013         | 0                |
| 2014         | 3                |
| 2015         | 3                |
| 2016         | 3                |

## 駅周辺
- 沢川
- 国道118号
- 福島県道212号門田停車場線

## バス路線
- 会津バス
  - 会津若松駅 - 門田駅入口 - 芦の牧車庫・大川発電所前

## 隣の駅
会津鉄道
■会津線
□快速「リレー号」
通過
□快速「AIZUマウントエクスプレス」・□快速（無愛称の会津若松行き）・■普通（普通「リレー号」含む）
南若松駅 - 門田駅 - あまや駅
- 2009年から2013年までの間、南若松駅 - 当駅間に一ノ堰六地蔵尊駅（2009年のみ駅名は「六地蔵尊駅」）が8月23日及び24日限定で臨時駅として設置された。